# Jan Vermeer

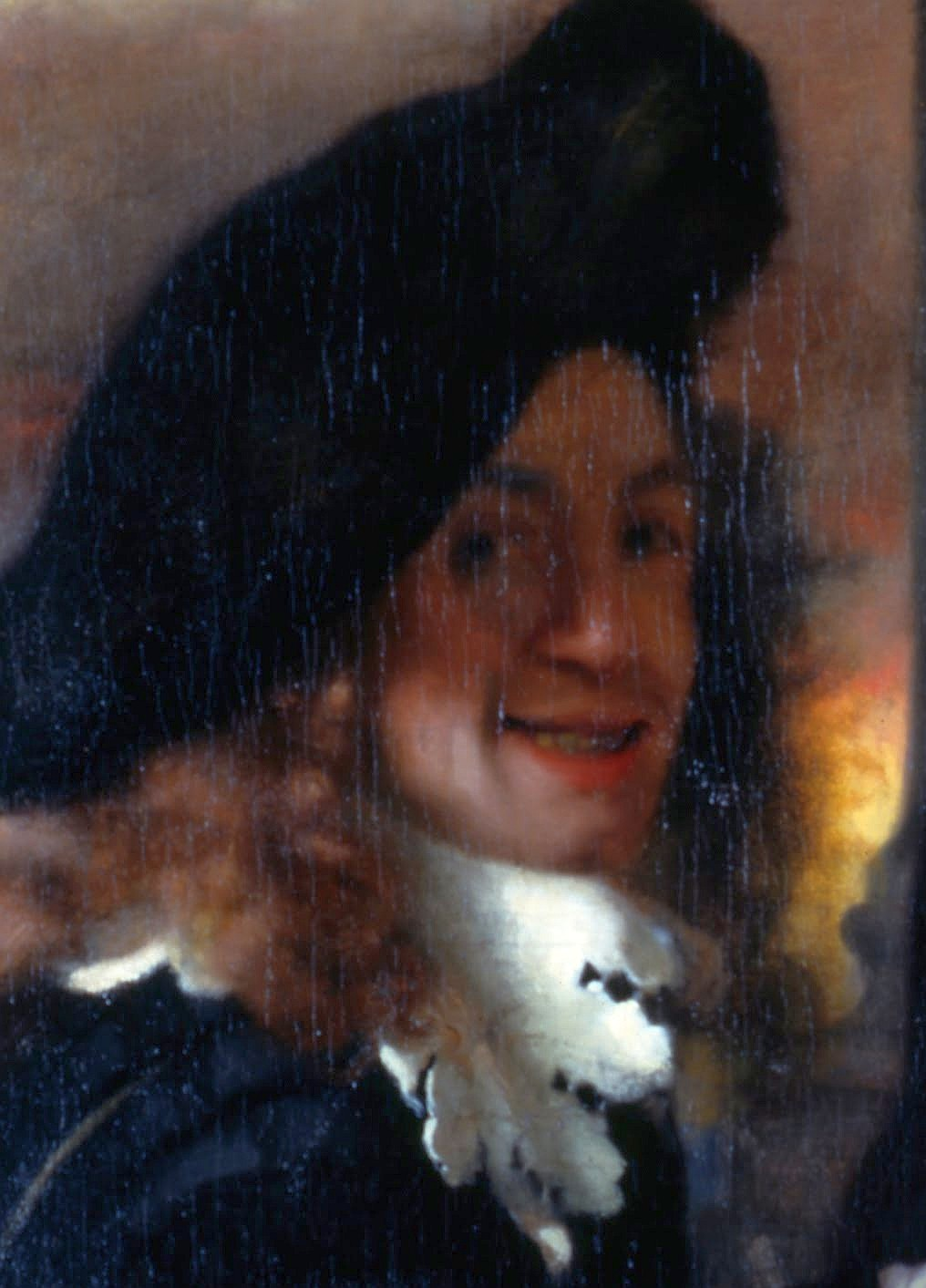
Dettaglio del possibile autoritratto di Vermeer nel dipinto Mezzana

Johannes van der Meer, da cui deriva la firma «I V Meer», solitamente abbreviato in Jan Vermeer (/jɑn vərˈmeˑɪ̯r/; Delft, 31 ottobre 1632 – Delft, 15 dicembre 1675) è stato un pittore olandese, esponente di spicco del secolo d'oro olandese.

## Biografia

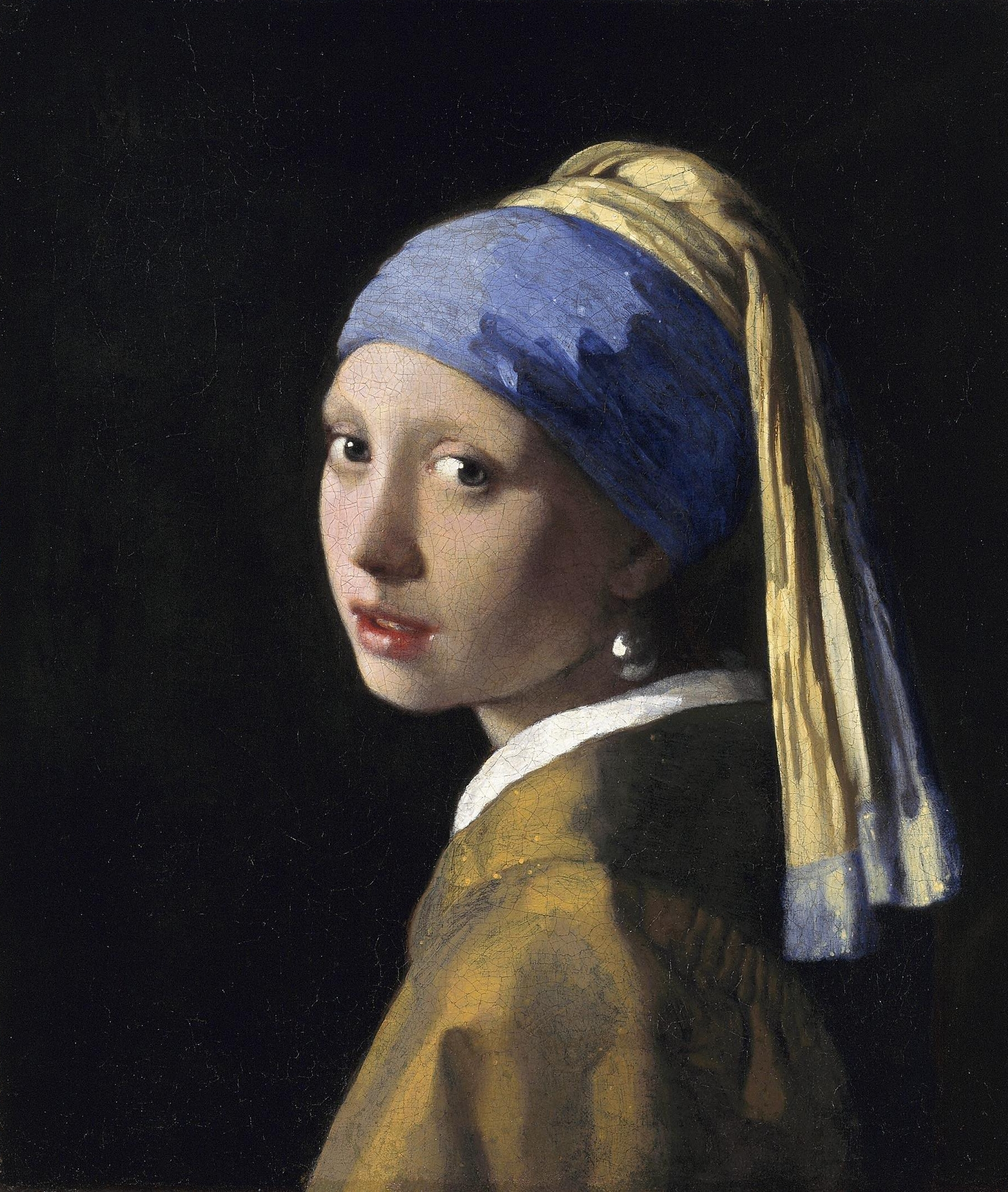
Ragazza col turbante, Mauritshuis, L'Aia

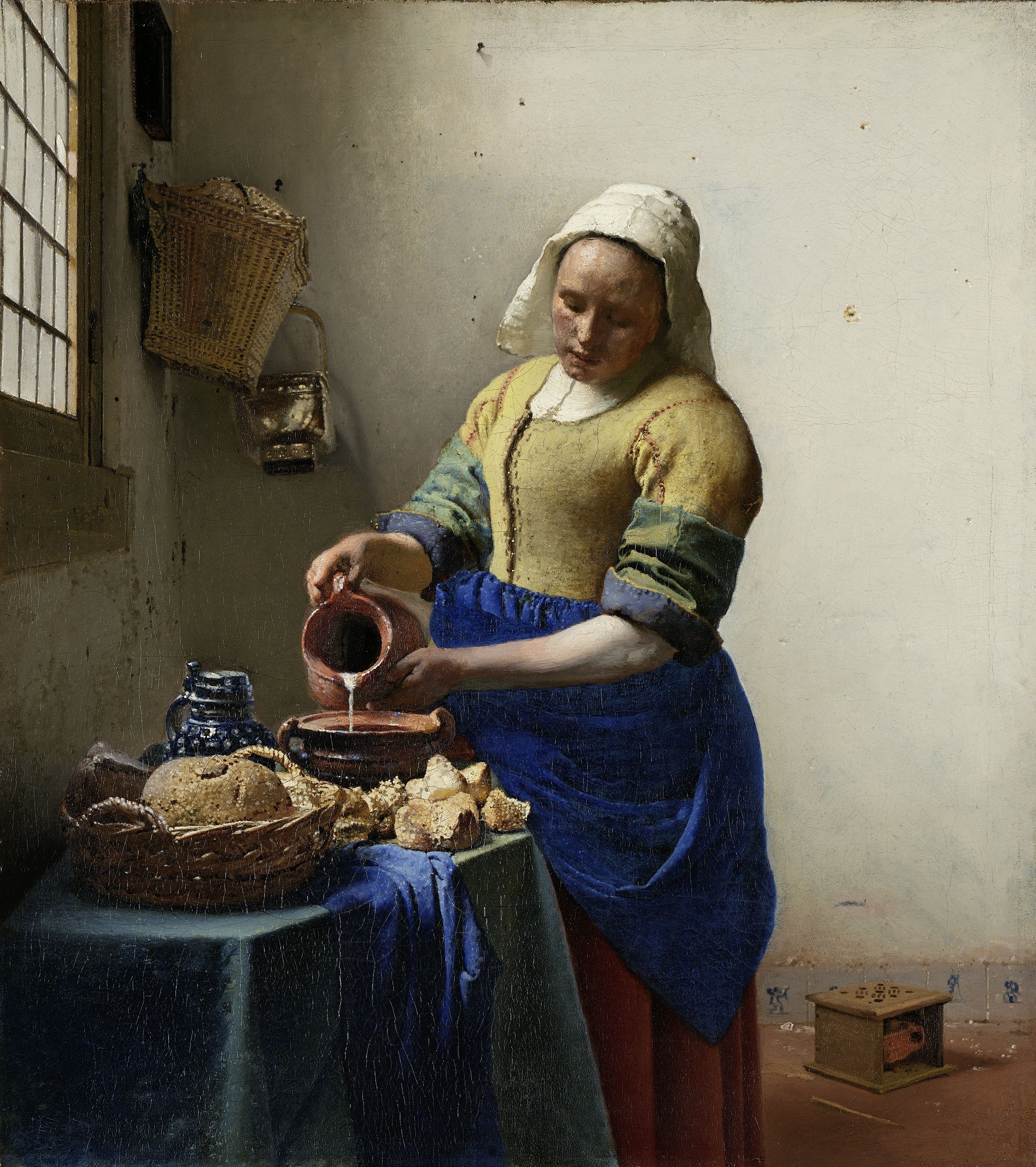
La lattaia, Rijksmuseum, Amsterdam

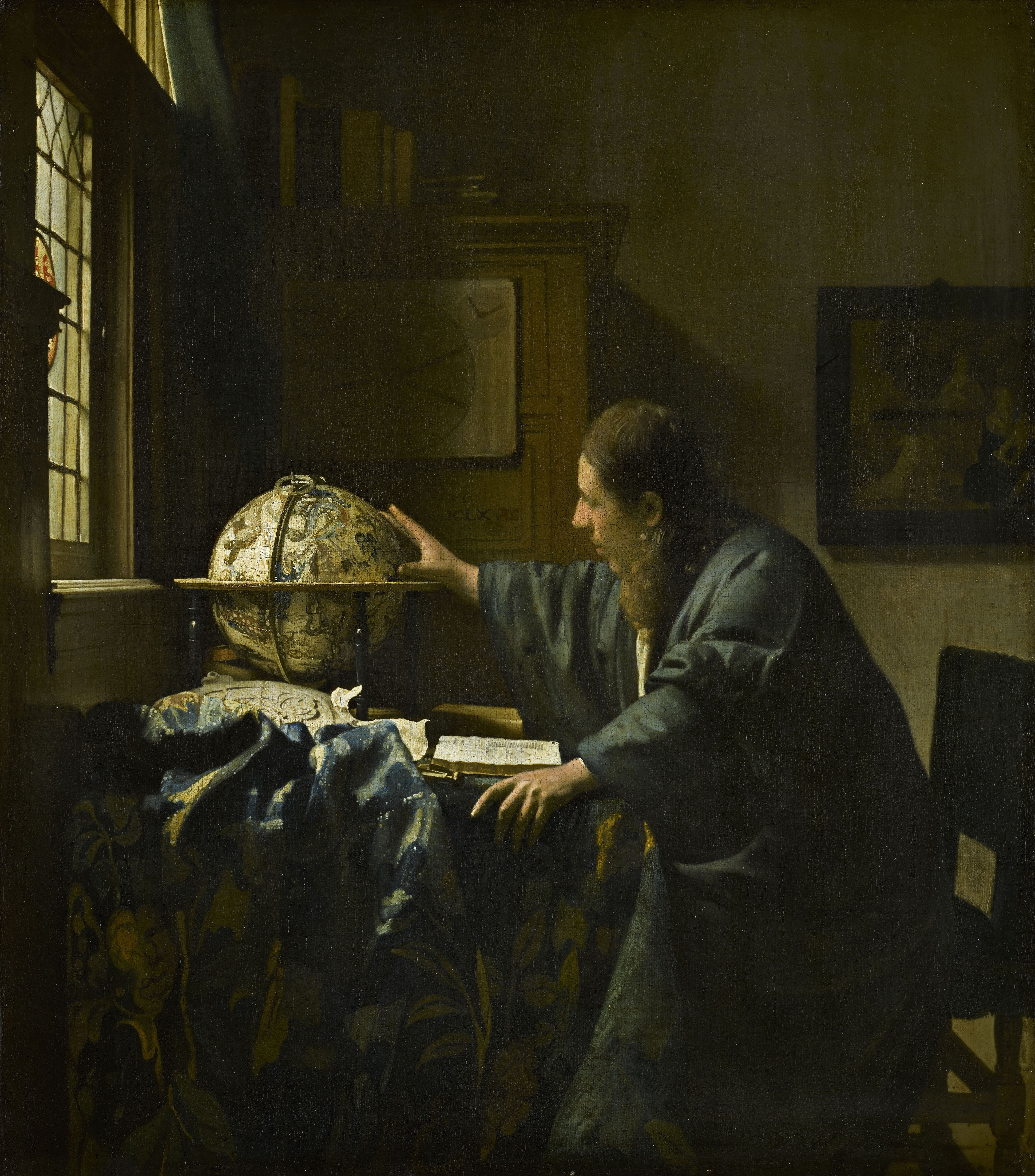
L'astronomo, Museo del Louvre

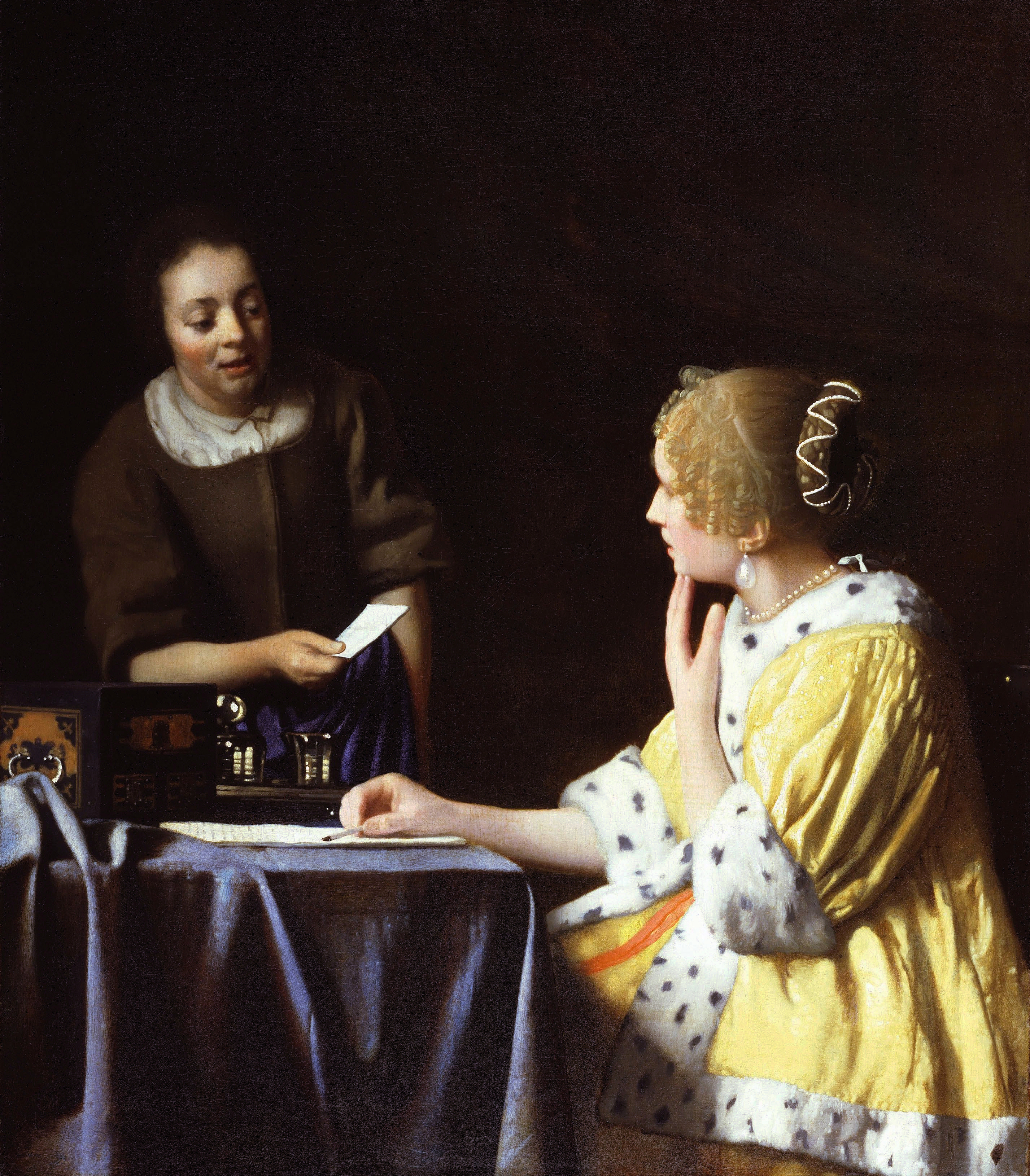
Fantesca che porge una lettera alla signora, Frick Collection, New York

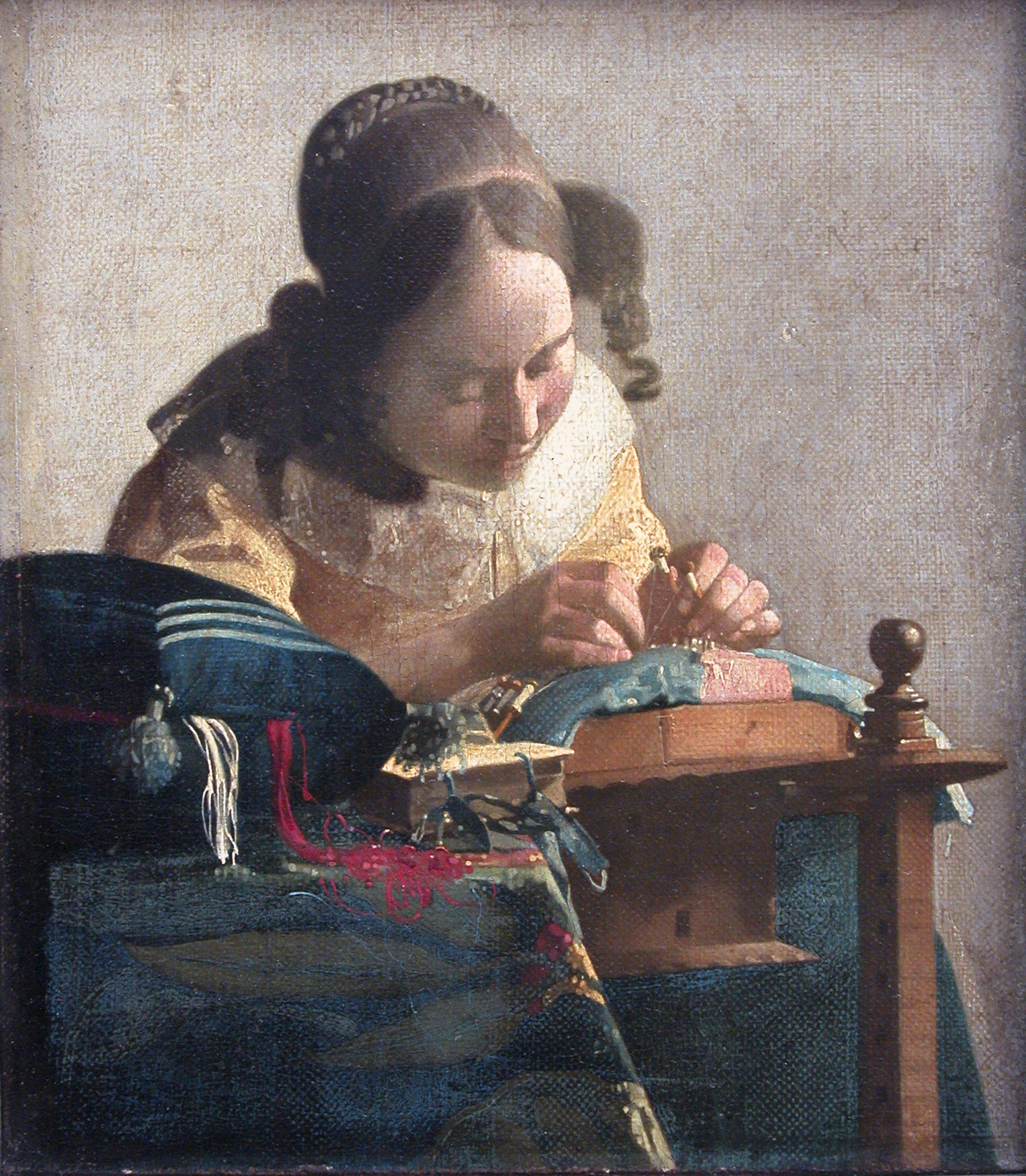
La merlettaia, Museo del Louvre, Parigi

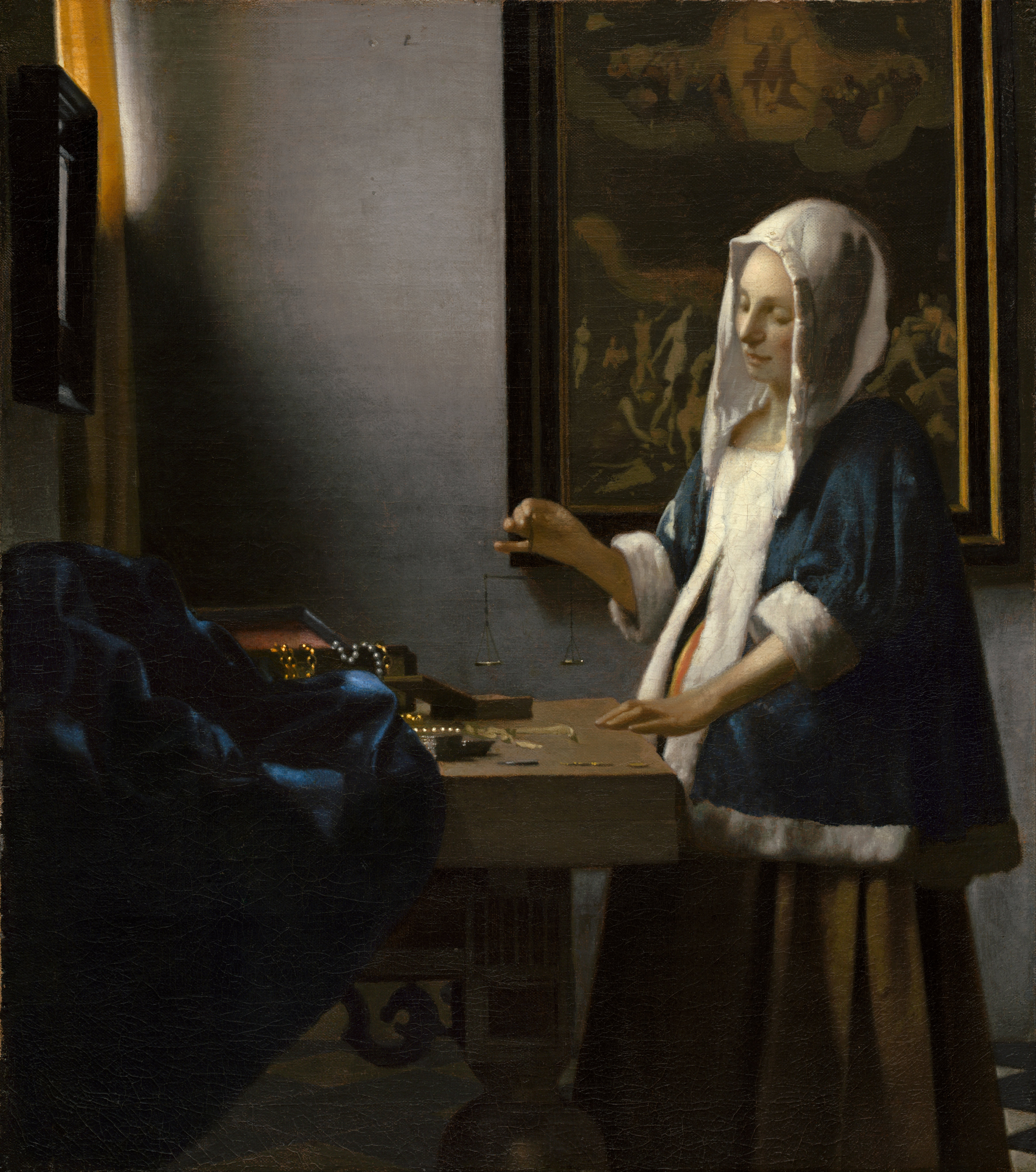
Pesatrice di perle, National Gallery of Art, Washington

Della vita di Vermeer si conosce molto poco: le uniche fonti sono alcuni registri, pochi documenti ufficiali e commenti di altri artisti. La data di nascita non si conosce con precisione, si sa solamente che venne battezzato il 31 ottobre 1632, nella Nieuwe Kerk, grande chiesa protestante di Delft, dove il nonno paterno e poi i genitori del pittore furono sepolti. Il padre Reynier era un tessitore di seta della classe media, che si occupava anche di commercio di opere d'arte. La madre Digna Baltens era di Anversa: sposò Reynier Vermeer nel 1615. Nel 1641 la famiglia acquistò una locanda, la Mechelen, dal nome di una famosa torre del Belgio, che dava sul lato nord della piazza del mercato. Reynier affiancò al mestiere di mercante d'arte e tessitore quello di locandiere. Dopo la morte del padre, nel 1652, Johannes ereditò sia la locanda sia gli affari commerciali del padre.
Nonostante fosse di famiglia protestante, sposò una giovane cattolica, Catharina Bolnes (ca 1631-1687 o 1688), nell'aprile del 1653. Oltre alle differenze religiose, vi era anche una diversità di censo tra i due coniugi, dato che la famiglia della donna era più ricca di quella di Vermeer. Sembra che egli stesso si fosse convertito prima del matrimonio, poiché i figli ebbero nomi di santi cattolici invece che dei suoi genitori; inoltre, uno dei suoi dipinti, l'Allegoria della fede, rispecchia la fede nell'Eucaristia, ma non si sa se si riferisca a quella dell'artista o del committente.
Qualche tempo dopo le nozze, la coppia si trasferì dalla madre di Catharina, Maria Thins, una vedova benestante, che viveva nel quartiere cattolico della città: qui Vermeer avrebbe vissuto con la famiglia per tutta la vita. Maria ebbe un ruolo fondamentale nella vita del pittore: non solo la prima nipote venne chiamata con il suo stesso nome, ma usò anche la propria rendita per sostenere il genero che cercava di imporsi nel mondo dell'arte. Johannes e la moglie ebbero in tutto quattordici figli, tre dei quali morirono prima del padre.
Non si conosce la data di morte, ma si sa che fu sepolto il 16 dicembre 1675 nella chiesa Vecchia.

## La carriera
Il suo apprendistato cominciò nel 1647, forse presso Carel Fabritius. Il 29 dicembre 1653, Vermeer divenne membro della Gilda di San Luca. Dai registri di questa associazione di pittori si sa che l'artista non era in grado di pagare la quota di ammissione, il che sembrerebbe indicare difficoltà finanziarie. Successivamente la situazione migliorò: Pieter van Ruijven, uno dei più ricchi cittadini, divenne il suo mecenate e acquistò numerosi suoi dipinti.
Nel 1662 Vermeer venne eletto capo della Gilda e confermato anche negli anni successivi, segno che era considerato un rispettabile cittadino. Tuttavia, nel 1672 una pesante crisi finanziaria, provocata dall'invasione francese della Repubblica delle Sette Province Unite, provocò un crollo delle richieste di beni velleitari e di lusso come i dipinti e, di conseguenza, gli affari di Vermeer come artista e mercante ne risentirono, costringendolo a chiedere dei prestiti.
Alla sua morte nel dicembre del 1675, Vermeer lasciò alla moglie e ai figli poco denaro e numerosi debiti. In un documento, la moglie attribuisce la morte del marito allo stress dovuto ai problemi economici. Catharina chiese al Consiglio cittadino di accettare la casa e i dipinti del marito come pagamento dei debiti: diciannove opere rimasero a Catharina e Maria.

## Tecnica
Vermeer era in grado di ottenere colori trasparenti applicando sulle tele il colore a punti piccoli e ravvicinati, tecnica nota come pointillé, da non confondere con il pointillisme. La sua tecnica punta a una resa più vivida possibile, con effetti, soprattutto di colore, che egli ricerca con un interesse quasi scientifico, considerando il soggetto una sorta di espediente: "le pitture di Vermeer sono vere nature morte con esseri umani".
Non ci sono disegni attribuibili con certezza all'artista e i suoi quadri presentano pochi indizi dei suoi metodi preparatori.
Nel libro Il segreto svelato, il noto pittore inglese David Hockney, rifacendosi ai numerosi studi sull'utilizzo di strumenti ottici nella pittura fiamminga, sostiene che Vermeer, come molti altri pittori della sua epoca, facesse largo uso della camera oscura per definire l'esatta fisionomia dei personaggi raffigurati e la precisa posizione degli oggetti nella composizione dei dipinti. Secondo la "tesi Hockney-Falco" (dal nome del pittore inglese e del fisico statunitense Charles M. Falco, che l'hanno resa celebre), l'utilizzo di questo strumento ottico giustificherebbe ampiamente la mancanza di disegni preparatori precedenti ai dipinti proprio perché gli permetteva una straordinaria precisione "fotografica" e fisiognomica di molti artisti fiamminghi, come Van Eyck, e successivamente di epoca barocca, come Caravaggio o Velázquez, e appunto dello stesso artista olandese. Ma soprattutto, secondo tale tesi, l'uso della "camera oscura" spiegherebbe anche alcuni dei sorprendenti effetti di luce dei quadri di Vermeer, in particolare i curiosi effetti "fuori fuoco" che si riscontrano in taluni dei suoi capolavori, dove alcuni particolari sono perfettamente a fuoco e altri no, con un tipico effetto riscontrabile nella moderna tecnica fotografica.
L'estrema vividezza e qualità dei colori nei dipinti di Vermeer, tuttora riscontrabile, è dovuta alla grande cura posta dall'artista nella preparazione dei colori a olio e nell'estrema ricercatezza dei migliori pigmenti rintracciabili all'epoca. Esempio di tale qualità è il largo uso che Vermeer fece del costosissimo blu oltremare, ottenuto dal lapislazzuli, utilizzato in tutti i suoi dipinti non solo in purezza, ma anche per ottenere sfumature di colore intermedie. Non rinunciò a usare questo pigmento dal costo proibitivo anche negli anni in cui versava in pessime condizioni economiche.
Nelle sue opere è dunque presente una eccezionale unità atmosferica. «La vita silenziosa delle cose appare riflessa entro uno specchio terso; dal diffondersi della luce negli interni attraverso finestre socchiuse, dal gioco dei riflessi, dagli effetti di trasparenze, di penombre, di controluce…»
Vermeer dipinge soprattutto donne, delle quali riesce e rappresentare l'intimità domestica femminile. Dipinge sempre nel suo studio, quindi la luce arriva sempre da sinistra, la parte del suo studio dove si trovano le finestre. Riesce, nei suoi dipinti, a rappresentare l'umidità dell'aria.

## Temi

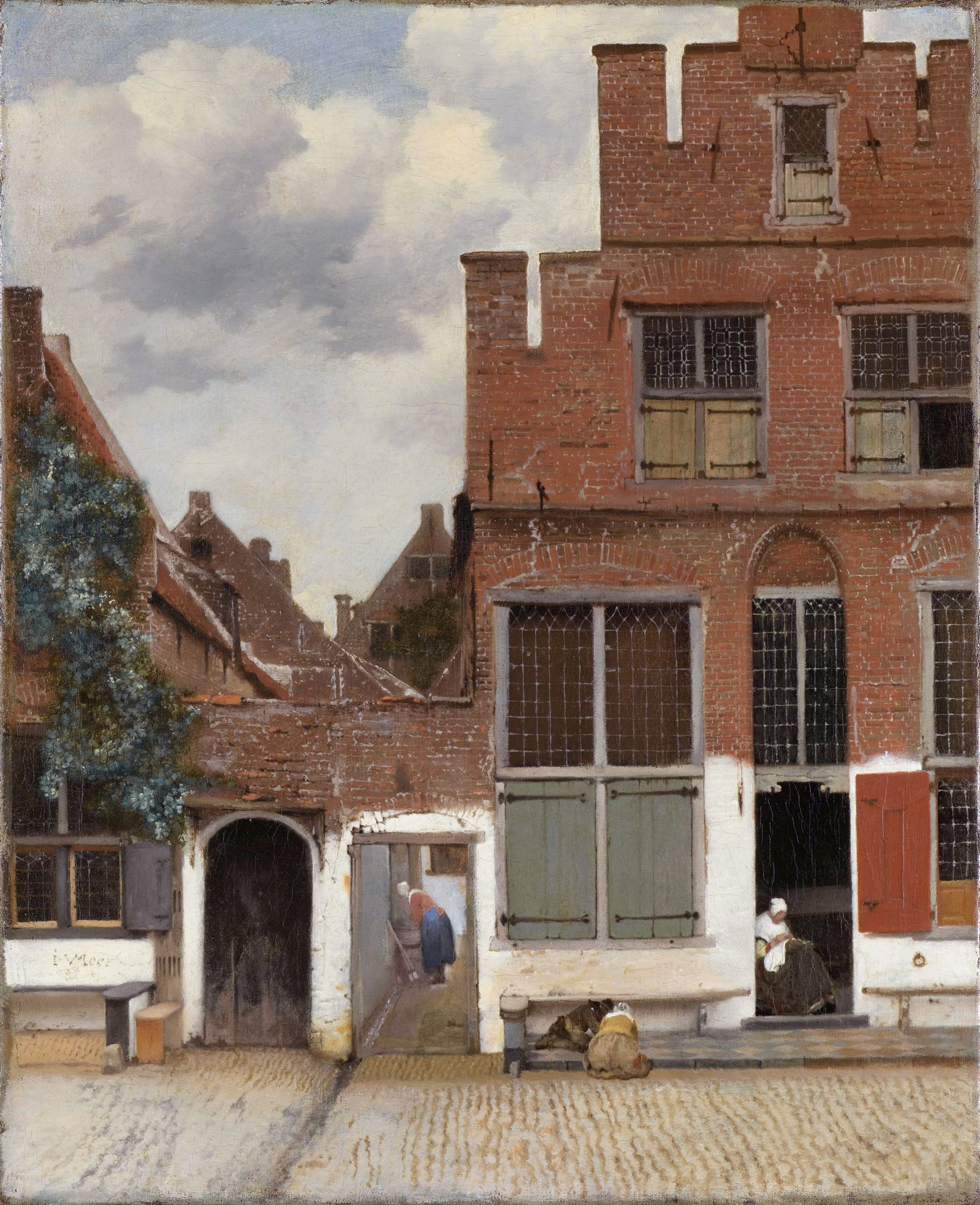
Stradina di Delft, Rijksmuseum, Amsterdam

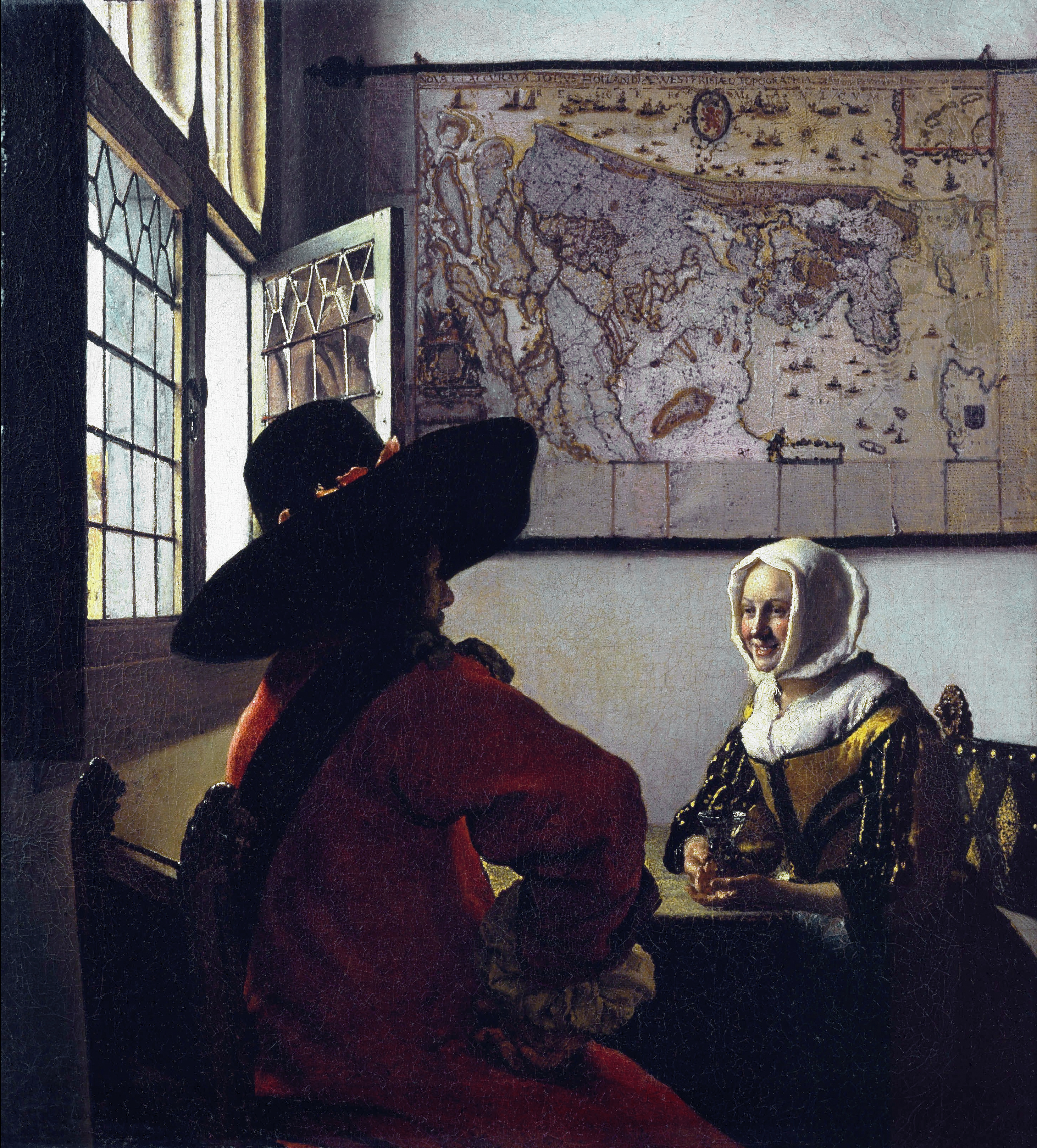
Soldato con ragazza sorridente, Frick Collection, New York

Vermeer fu maestro nel ritrarre ambienti della vita quotidiana borghese. Nei suoi dipinti appare una borghesia attenta ai valori del lavoro, della famiglia, alla cura dei figli e serenamente impegnata nelle faccende della vita domestica, circondata da oggetti ricercati e di lusso. I personaggi, soprattutto le donne, sono sorpresi mentre compiono azioni quotidiane, semplicissime, come leggere una lettera, versare il latte in una brocca, bere un bicchiere di vino, all'interno di un ambiente sobrio e rassicurante.

## Oblio critico e i falsi Vermeer
Nota e controversa è la proliferazione sui mercati d'arte di inizio '900 di falsi dipinti di Vermeer, dovuti a uno dei più noti falsari del secolo scorso, l'olandese Han van Meegeren. Questo abilissimo falsario, utilizzando le stesse tecniche pittoriche dell'artista, creò numerosi dipinti con composizioni originali, riuscendo a spacciarli come opere autentiche di Vermeer, tanto che molti famosi collezionisti e alcuni dei più importanti musei d'Europa li acquisirono.
Questo eclatante fenomeno fu certamente facilitato dalla mancanza di fonti documentali e di studi approfonditi dell'opera e della figura dell'artista olandese, che fino a metà Ottocento versava in un anomalo oblio. La moderna fortuna critica di Vermeer ha inizio solo con l'attenzione postagli quasi a fine Ottocento dallo studioso francese Théophile Thoré-Bürger. Da questo punto in poi, la sua figura venne sottoposta a costanti e crescenti attenzioni critiche e pubbliche, fino ad acquisire l'attuale fama internazionale.

## Opere
- Diana e le ninfe (attr. incerta), 1654-56 circa, olio su tela, 98,5x105 cm, Mauritshuis, L'Aia
- Santa Prassede (attr. incerta), 1655 circa, olio su tela, 101,6x82,6 cm, Museo nazionale d'arte occidentale, Tokyo
- Cristo in casa di Marta e Maria (attr. incerta), 1656, olio su tela, 160x142 cm, National Gallery of Scotland, Edimburgo
- Mezzana (attr. incerta), 1656, olio su tela, 143x130 cm, Staatliche Gemäldegalerie, Dresda
- Giovane donna assopita, 1656 circa, olio su tela, 87,6x76 cm, Metropolitan Museum of Art, New York
- Donna che legge una lettera davanti alla finestra, 1657 circa, olio su tela, 83x64,5 cm, Staatliche Gemäldegalerie, Dresda
- Soldato con ragazza sorridente, 1657-1658, olio su tela, 50,5x46 cm, Frick Collection, New York
- Stradina di Delft, 1657-1658 circa, olio su tela, 53,5x43,5 cm, Rijksmuseum, Amsterdam
- La lattaia, 1658-1660 circa, olio su tela, 45,4x40,6 cm, Rijksmuseum, Amsterdam
- Bicchiere di vino, 1659-1660, olio su tela, 66,3x76,5 cm, Gemäldegalerie, Berlino
- Due gentiluomini e una fanciulla con bicchiere di vino, 1659-1660, olio su tela, 77,5x66,7 cm, Herzog Anton Ulrich Museum, Brunswick
- Concerto interrotto, 1660 circa, olio su tela, 39,3x44,4 cm, Frick Collection, New York
- Veduta di Delft, 1660–1661 cm, olio su tela, 96,5x115,7 cm, Mauritshuis, L'Aia
- Lezione di musica, 1662 circa, olio su tela, 74x64,5 cm, Buckingham Palace, Londra
- Donna in azzurro che legge una lettera, 1663 circa, olio su tela, 46,6x39,1 cm, Rijksmuseum, Amsterdam
- Pesatrice di perle, 1664 circa, olio su tela, 40,3x35,6 cm, National Gallery of Art, Washington
- Suonatrice di liuto, 1664 circa, olio su tela, 51,4x45,7 cm, Metropolitan Museum of Art, New York
- Donna con collana di perle, 1664 circa, olio su tela, 51,2x45,1 cm, Gemäldegalerie, Berlino
- Donna con brocca d'acqua, 1664-1665, olio su tela, 45,7x40,6 cm, Metropolitan Museum of Art, New York
- Donna che scrive una lettera, 1665 circa, olio su tela, 45x39,9 cm, National Gallery of Art, Washington
- Ragazza col turbante ovvero Ragazza con l'orecchino di perla, 1665 circa, olio su tela, 44,5x39 cm, Mauritshuis, L'Aia
- Fanciulla con flauto (attr. incerta), 1665-1670, olio su tavola, 20x17,8 cm, National Gallery of Art, Washington
- Concerto a tre, 1665-1666 circa, olio su tela, 69,2x62,8 cm, Isabella Stewart Gardner Museum, Boston
- Fanciulla con cappello rosso (attr. incerta), 1666-1667, olio su tavola, 22,8x18 cm, National Gallery of Art, Washington
- Ragazza con velo, 1666–1667 cm, olio su tela, 44,5x40 cm, Metropolitan Museum of Art, New York
- Allegoria della Pittura, 1666-1667 circa, olio su tela, 120x100 cm, Kunsthistorisches Museum, Vienna
- Fantesca che porge una lettera alla signora, 1667 circa, olio su tela, 90,2x78,7 cm, Frick Collection, New York
- L'astronomo, 1668, olio su tela, 50x45 cm, Museo del Louvre, Parigi
- Il geografo, 1668-1669, olio su tela, 52x45,5 cm, Städelsches Kunstinstitut, Francoforte sul Meno
- La merlettaia, 1669-1670, olio su tela, 23,9x20,5 cm, Museo del Louvre, Parigi
- Lettera d'amore, 1669-1670, olio su tela, 44x38 cm, Rijksmuseum, Amsterdam
- Giovane donna seduta al virginale (attr. incerta), 1670-1672 circa, olio su tela, 25,1x20 cm, collezione privata, New York[8]
- Donna che scrive una lettera alla presenza della domestica, 1671 circa, olio su tela, 72,2x59,7 cm, National Gallery of Ireland, Dublino
- Allegoria della fede, 1671-1674, olio su tela, 114,3x88,9 cm, Metropolitan Museum of Art, New York
- Suonatrice di chitarra, 1672 circa, olio su tela, 53x46,3 cm, Kenwood House, Londra
- Donna in piedi alla spinetta, 1672-1673, olio su tela, 51,8x45,2 cm, National Gallery, Londra
- Donna seduta alla spinetta, 1674-1675, olio su tela, 51,5x45,6 cm, National Gallery, Londra

## Filmografia
- Light in the Window, regia di Jean Oser - cortometraggio (1952)
- Lo zoo di Venere (A Zed & Two Noughts), regia di Peter Greenaway - La storia contiene numerosissimi riferimenti a Vermeer. Tra i personaggi compare Han van Meegeren in veste di chirurgo (1985)
- Tutti i Vermeer a New York (All the Vermeers in New York), regia di Jon Jost (1990)
- The Dutch Masters: Vermeer - documentario (2000)
- Vermeer: Master of Light, regia di Joe Krakora - documentario (2001)
- La ragazza con l'orecchino di perla (Girl with a Pearl Earring), regia di Peter Webber (2003)
- Il destino nel dipinto (Brush with Fate), regia di Brent Shields - film TV (2003)
- A Real Vermeer, regia di Rudolf van den Berg (2016)
- L'ultimo Vermeer (The Last Vermeer), regia di Dan Friedkin (2019)